# Robert Scheerer
Robert Joseph Scheerer, né le 28 décembre 1928 à Santa Barbara, Californie (États-Unis) et mort le 3 mars 2018, est un réalisateur, acteur et producteur américain.

## Filmographie

### comme réalisateur
- 1960 : Swinging Spiketaculars (série TV)
- 1963 : The Danny Kaye Show (série TV)
- 1968 : Hawaï police d'État ("Hawaii Five-O") (série TV)
- 1969 : Arsenic et Vieilles Dentelles (Arsenic and Old Lace) (TV)
- 1969 : Les Patins d'argent (Hans Brinker) (TV)
- 1970 : Adam at Six A.M.
- 1971 : The Grand Opening of Walt Disney World (TV)
- 1973 : Nanou, fils de la Jungle (The World's Greatest Athlete)
- 1973 : Poor Devil (TV)
- 1973 : The Girl with Something Extra (série TV)
- 1973 : Police Story (série TV)
- 1974 : L'Homme de fer (Ironside) (série TV)
- 1974 : Shirley MacLaine: If They Could See Me Now (TV)
- 1974 : Petrocelli (série TV)
- 1975 : Target Risk (TV)
- 1975 : Khan! (série TV)
- 1975 : Kate McShane (série TV)
- 1975 : The Blue Knight (série TV)
- 1976 : Live from Lincoln Center (série TV)
- 1977 : La croisière s'amuse ("The Love Boat") (série TV)
- 1977 : It Happened at Lakewood Manor (TV)
- 1978 : Rock Rainbow (série TV)
- 1978 : Happily Ever After (TV)
- 1979 : The Mary Tyler Moore Hour (série TV)
- 1979 : Côte ouest ("Knots Landing") (série TV)
- 1980 : How to Beat the High Co$t of Living
- 1981 : Dynastie ("Dynasty") (série TV)
- 1981 : Falcon Crest ("Falcon Crest") (série TV)
- 1982 : Fame ("Fame") (série TV)
- 1983 : Hôtel ("Hotel") (série TV)
- 1984 : Glitter (pilote de la série TV)
- 1985 : Dynastie 2 : Les Colby ("The Colbys") (série TV)
- 1987 : La loi est la loi ("Jake and the Fatman") (série TV)
- 1988 : Aaron's Way (série TV)
- 1988 : Monte là-d'ssus (The Absent-Minded Professor, TV)

### comme acteur
- 1942 : What's Cookin'? : Member, the Jivin' Jacks
- 1942 : Give Out, Sisters : A Jivin' Jack
- 1943 : How's About It
- 1943 : Mister Big : Bobby
- 1943 : Top Man : Dancer
- 1943 : Always a Bridesmaid
- 1943 : Moonlight in Vermont : A Jivin' Jack
- 1944 : Chip Off the Old Block : Member, Jivin' Jacks
- 1944 : Chasseurs de fantômes (Ghost Catchers) : Jitterbug
- 1944 : Babes on Swing Street : Dancer
- 1945 : Patrick the Great : Member, Jivin' Jacks
- 1945 : An Angel Comes to Brooklyn : Bob
- 1946 : Margie

### comme producteur
- 1967 : Frank Sinatra: A Man and His Music + Ella + Jobim (TV)
- 1969 : The Bold Ones: The New Doctors (série télévisée)
- 1971 : The Grand Opening of Walt Disney World (TV)
- 1977 : The American Film Institute Salute to Bette Davis (TV)